# Siège du château de Yoshida
Le siège du château de Yoshida de 1575 est entrepris par Takeda Katsuyori contre les forces de Tokugawa Ieyasu au cours de l'époque Sengoku de l'histoire du Japon. C'est un des nombreux affrontements livrés entre les clans de samouraï Tokugawa et Takeda durant l'époque Sengoku (1467-1603).
Le siège fait partie de l'incursion de Takeda Katsuyori dans la province de Mikawa. Le château de Yoshida se trouve sur le site de ce qui est à présent la ville de Toyohashi sans la préfecture d'Aichi. Sakai Tadatsugu commande la garnison du château au service de Tokugawa Ieyasu. Bien que la garnison compte d'ordinaire 1 000 hommes, Ieyasu a anticipé l'attaque et renforcé les forces de Sakai avec 5 000 guerriers supplémentaires.
La bataille consiste presque exclusivement de combats à la lance à l'extérieur des murs du château. Takeda Katsuyori est rapidement frustré lorsqu'il comprend que Sakai n'a pas l'intention d'envoyer le reste de ses forces hors des portes du château pour livrer pleinement bataille. Takeda se retire et s'engage vers Nagashino, qui se révélera être la fin décisive pour lui et son clan.

## Source de la traduction
- (en) Cet article est partiellement ou en totalité issu de l’article de Wikipédia en anglais intitulé « Siege of Yoshida Castle » (voir la liste des auteurs).